# William Y. Slack
William Yarnel Slack (Condado de Mason, 1 de agosto de 1816-Condado de Benton, 21 de marzo de 1862) fue un abogado, político y oficial militar estadounidense que luchó por los Estados Confederados de América durante la Guerra de Secesión. Nacido en Kentucky, Slack se mudó a Misuri cuando era niño y luego ingresó a la profesión jurídica. Después de servir en la Asamblea General de Misuri de 1842 a 1843, luchó como capitán en el ejército de los Estados Unidos durante catorce meses durante la guerra entre México y Estados Unidos, que comenzó en 1846. Vio acción en la Batalla del Paso de Embudo y el Sitio del Pueblo de Taos. Al regresar a la carrera jurídica, Slack se volvió influyente en su área local.
Después del estallido de la Guerra de Secesión en abril de 1861, Slack, que tenía opiniones a favor de la esclavitud, apoyó la causa confederada. Cuando se formó la Guardia Estatal de Misuri (MSG) el mes siguiente para oponerse al Ejército de la Unión, fue nombrado general de brigada en la 4.ª División del MSG. Después de participar en la Batalla de Carthage en julio, luchó en la Batalla de Wilson's Creek el 10 de agosto. Después de un ataque sorpresa de la Unión, el despliegue de su división por parte de Slack dio tiempo para que se desplegaran más tropas del Ejército de los Estados Confederados y del MSG. Al sufrir una grave herida en la cadera en Wilson's Creek, no pudo reincorporarse al mando hasta octubre.
Junto con otros oficiales de la Guardia Estatal de Misuri, Slack fue transferido al Ejército de los Estados Confederados a finales de 1861, donde comandó una brigada con el rango de coronel. El 7 de marzo de 1862, durante la batalla de Pea Ridge, Slack sufrió otra herida cercana a la que había recibido en Wilson's Creek. Se produjo una infección y murió el 21 de marzo. Fue ascendido póstumamente a general de brigada del ejército confederado el 17 de abril; es posible que el Senado de los Estados Confederados no supiera que estaba muerto en el momento del ascenso.

## Primeros años de vida y carrera
William Yarnel Slack nació el 1 de agosto de 1816 en el condado de Mason, Kentucky. Su padre, John Slack, cultivaba y fabricaba artesanía de barro; su madre era Mary J. Caldwell Slack. El historiador Kenneth E. Burchett afirma que Slack tenía raíces cuáqueras. En 1819, la familia se mudó a Columbia en el territorio de Misuri para buscar oportunidades agrícolas. El padre de Slack se convirtió en juez de paz y cultivaba tabaco. El joven Slack se educó en el área de Columbia, estudió derecho con un tal J. B. Gordon, pero regresó a Kentucky en 1837 para seguir una carrera jurídica. Después de regresar a Columbia en 1839, fue admitido en el colegio de abogados y se trasladó a Chillicothe, donde abrió un despacho de abogados, ya que había más oportunidades para nuevos abogados en esa ciudad. Según el historiador Jeffery S. Prushankin, Slack se ganó la reputación de «frialdad bajo presión, así como de su honestidad e integridad». Al ingresar a la política en 1842 como miembro del Partido Demócrata, fue elegido miembro de la Asamblea General de Misuri. Su mandato terminó en 1843. Tres años después formó parte de la asamblea constituyente del estado de Misuri. Slack se casó con Mary E. Woodward en 1842 y tuvieron dos hijos durante la década de 1840.
A pesar de oponerse a la guerra en general, Slack organizó una compañía en 1846 para prestar servicio en la guerra entre México y Estados Unidos. La unidad pasó a formar parte del 2.º Cuerpo de Voluntarios Montado de Misuri y Slack fue elegido capitán de la Compañía L. Los segundos voluntarios de Misuri sirvieron bajo el mando del coronel Sterling Price, y Slack estuvo en el ejército durante catorce meses. Participando en los combates que tuvieron lugar en el área de Santa Fe, la conducta de Slack en la Batalla del Paso de Embudo en enero de 1847 obtuvo elogios de Price, y los hombres de Slack bloquearon la ruta de retirada del enemigo en el Sitio del Pueblo de Taos.
Una vez finalizado su servicio militar, Slack regresó a Chillicothe y a ejercer la abogacía. Siguiendo involucrado en política, fue influyente en su área local. Apoyando la esclavitud y los derechos de los estados, se adhirió al construccionismo estricto y se opuso a la secesión durante la década de 1850. La esposa de Slack murió en 1858; se casó con Isabella R. Bower al año siguiente y tuvieron dos hijos. Durante las elecciones presidenciales de Estados Unidos de 1860, apoyó la candidatura de John C. Breckinridge. Después de que Abraham Lincoln ganara las elecciones en 1860, Slack consideró que la secesión y la guerra eran probables.

## Servicio en la Guerra de Secesión

### Reclutamiento y batalla de Cartago
Tras la elección de Lincoln, varios estados esclavistas del sur de Estados Unidos se separaron de los Estados Unidos y formaron los Estados Confederados de América. La Guerra de Secesión comenzó en abril de 1861 cuando las fuerzas secesionistas atacaron Fort Sumter. Las tensiones aumentaron en Misuri, y el gobernador Claiborne Fox Jackson movilizó a milicias prosecesión para oponerse a las fuerzas del Ejército de la Unión. Las fuerzas de la Unión comandadas por el general de brigada Nathaniel Lyon dispersaron a la milicia de Jackson en el asunto de Camp Jackson, que terminó en un motín sangriento. Estos acontecimientos llevaron a Slack a convertirse en secesionista. Después de los acontecimientos en Camp Jackson y los disturbios, la legislatura estatal formó una nueva organización de milicia conocida como la Guardia Estatal de Misuri (MSG), que estaba comandada por Price, que ahora era un general de división. El MSG estaba compuesto por nueve divisiones, cada una basada en una región del estado, y cada división estaba comandada por un general de brigada. El uso de divisiones era puramente geográfico, al no estar estructuradas en el sentido militar tradicional. La Novena División nunca se formó efectivamente debido al control de la Unión de la región de San Luis, y las otras divisiones variaban en tamaño desde aproximadamente 400 hombres hasta más de 2000.
El 18 de mayo, Jackson nombró a Slack general de brigada en el MSG. El comando de Slack fue posteriormente designado Cuarta División, y su área de reclutamiento incluía Chillicothe. Desde una base a lo largo del río Chariton, reclutó y entrenó soldados para el MSG, pero abandonó el área de reclutamiento en junio cuando las fuerzas de la Unión avanzaban hacia ella. Slack trasladó a sus hombres al área de Lexington, pero para entonces el MSG había abandonado Jefferson City, la capital del estado, y había sido derrotado en la batalla de Boonville. La derrota en Boonville y la pérdida de la capital obligaron a Price a retirar el MSG al sur de Misuri, donde esperaba cooperar con las fuerzas confederadas en Arkansas comandadas por el general de brigada Ben McCulloch. Al general de brigada James S. Rains, que comandaba la Octava División del MSG, y a Slack se les ordenó organizar sus unidades del MSG en el área de Lexington y luego moverse hacia el sur. Slack era un comandante disciplinario y sus hombres mostraron, en palabras de Burchett, «un afecto especial por él».
Jackson había reunido tropas del MSG cerca de Lamar y, a principios de julio, comenzó a moverse para unirse a Price en el sur de Misuri. A última hora del 4 de julio, Jackson se enteró de que las fuerzas de la Unión comandadas por Franz Sigel estaban cerca de Carthage. Jackson formó sus tropas – las divisiones de Slack, Rains, John B. Clark Sr. y Mosby Monroe Parsons – en preparación para defenderse de un ataque. El mando de Slack en ese momento contaba con unos 1200 hombres y tenía componentes tanto de infantería como de caballería. En la siguiente Batalla de Carthage, Jackson permaneció en la retaguardia y no ejerció el mando general, dejando a Slack y a los otros comandantes del MSG operar en gran medida de forma independiente. Sigel atacó las líneas del MSG pero fue rechazado y rechazado a través de la propia Cartago. Durante los combates en Cartago, la infantería de Slack se colocó en el medio de la línea MSG, mientras que su componente de caballería se destacó con otra caballería MSG para operar en el flanco de la Unión. La infantería de Slack estuvo más involucrada durante las últimas etapas de la batalla, cuando los soldados de la Unión en retirada eran perseguidos cerca de la ciudad.

### Wilson's Creek
Luego, el MSG se reunió en Cowskin Prairie en el condado de McDonald, pero se trasladó a Cassville para unirse con el mando de McCulloch. Las dos fuerzas se combinaron a finales de julio. Para entonces, las fuerzas de la Unión de Lyon habían ocupado Springfield. Price acordó permitir que McCulloch mantuviera el mando general con Price como subordinado, pero la relación entre los dos oficiales era difícil. A principios de agosto, las fuerzas combinadas de McCulloch y Price habían comenzado un avance hacia Springfield y acamparon a lo largo de Wilsons Creek el 7 de agosto. A última hora del 9 de agosto, Slack y varios otros oficiales apoyaron a Price para presionar a McCulloch para que ordenara un ataque contra Springfield, que estaba programado para comenzar a la mañana siguiente. Sin embargo, Lyon atacó el campamento confederado en un ataque sorpresa en la mañana del 10 de agosto, provocando la batalla de Wilson's Creek. Una sombra acústica impidió que las tropas confederadas escucharan los disparos al comienzo de la batalla, y el componente de caballería de Slack se sorprendió al encontrarse con las tropas de Lyon. La caballería de Slack, bajo el mando del coronel Benjamin A. Rives, hizo una breve resistencia que permitió a las tropas confederadas en otros lugares tiempo para reorganizarse, pero fue rechazada. Slack rápidamente desplegó su infantería en línea junto a otra caballería confederada para enfrentarse a las tropas de la Unión. Este despliegue le dio a Price tiempo para desplegar otras unidades en línea. Más tarde, esta infantería se dedicó a asaltar una posición que las tropas de la Unión habían tomado en una prominencia conocida como Bloody Hill, en un momento manteniendo la derecha de la línea confederada. Tres asaltos confederados fueron rechazados entre las 7:50 am y las 11:00 am, pero las tropas de la Unión se retiraron del campo, con Lyon muerto, un ataque de flanco de la Unión rechazado y las municiones agotándose.
El informe posterior a la batalla de McCulloch elogió a Slack, aunque este último sufrió una grave herida en la cadera mientras lideraba un asalto. Debido a su herida, Slack se perdió la campaña asociada con el Sitio de Lexington, pero pudo retomar el mando el 11 de octubre. En noviembre, una parte del gobierno del estado de Misuri votó a favor de la secesión, creando el gobierno confederado de Misuri, que funcionó como un gobierno en el exilio. Lo más probable es que esta parte de la legislatura careciera del cuórum adecuado para declarar tal acción. Si bien los confederados reconocieron a este gobierno, el gobierno de los Estados Unidos reconoció al gobierno provisional de Misuri, que se había formado varios meses antes por la mayoría de una convención constitucional anterior y había declarado vacantes los cargos electos anteriores. Muchos miembros del MSG se unieron formalmente al ejército confederado, incluido Slack. Price le dio a Slack una comisión como coronel en el ejército confederado, aunque es posible que Price no haya tenido autorización para hacerlo. El 23 de enero de 1862, después de que se formara el Ejército Confederado del Oeste, Slack recibió el mando de la 2.ª Brigada de Misuri, una organización de aproximadamente 1100 hombres que incluía tropas confederadas y MSG.

### Pea Ridge y muerte
En enero de 1862, Price abandonó Misuri y volvió a caer en Arkansas, después de haber sido presionado por las fuerzas de la Unión comandadas por el general de brigada Samuel R. Curtis. El mayor general Earl Van Dorn fue puesto al mando de las fuerzas confederadas en el Trans-Misisipi y comenzó una campaña para retomar Misuri. Van Dorn envió a su ejército en una dura marcha para llegar a la retaguardia de la posición de Curtis, pero el comandante de la Unión pudo redesplegar sus fuerzas para enfrentar el ataque, provocando la Batalla de Pea Ridge el 7 de marzo. Avanzando esa mañana, la brigada de Slack se mantuvo a la derecha de la línea de avanzada de Price. Después de rechazar un regimiento de caballería de la Unión, los hombres de Slack se encontraron con una línea de la Unión más fuerte que estaba en proceso de despliegue, lo que resultó en un breve choque de hostigadores durante el cual Slack recibió un disparo.

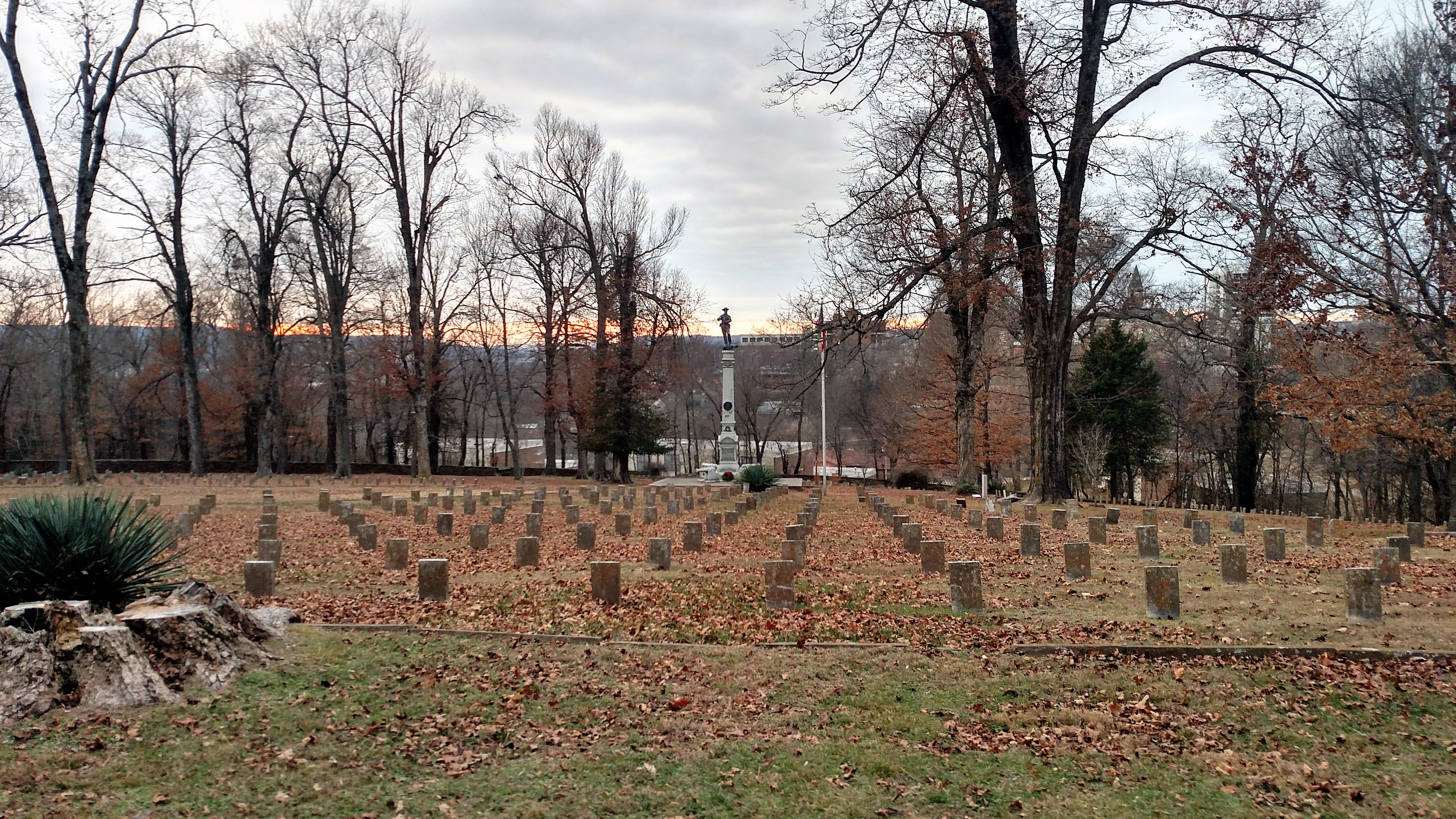
El cementerio confederado de Fayetteville, donde está enterrado Slack.

El coronel confederado Thomas H. Rosser declaró que la bala alcanzó a Slack en la cadera, tomando un camino descendente para salir de su cuerpo, mientras que otro de los soldados de Slack escribió más tarde que la bala se había desviado de la rama de un árbol y luego golpeó a Slack en la ingle. Parcialmente paralizado por la herida, Slack fue retirado del campo. La herida estaba muy cerca de donde lo habían herido en Wilson's Creek. Inicialmente transportado a una casa privada, al este del campo, fue trasladado a otro lugar 7 millas (11,3 km) al este para evitar la captura por las fuerzas de la Unión. La herida se infectó después de la mudanza y murió el 21 de marzo. El gobierno confederado ascendió a Slack a general de brigada en el ejército confederado el 17 de abril,  con el ascenso efectivo retroactivamente desde el 12 de abril por motivos de antigüedad. Es posible que la noticia de su muerte no hubiera llegado al Senado de los Estados Confederados. El historiador Ezra J. Warner escribe que Slack fue enterrado «en el patio» del lugar donde murió, mientras que Prushankin afirma que fue enterrado en el cementerio Roller Ridge. Slack fue enterrado nuevamente el 27 de mayo de 1880 en el cementerio confederado de Fayetteville. En 1887, se instaló un monumento en el campo de batalla de Pea Ridge para honrar a los soldados confederados asesinados allí. En el monumento se nombran tres generales confederados que murieron como resultado de la batalla: Slack, McCulloch y James M. McIntosh.
Los historiadores William L. Shea y Earl J. Hess informan que Slack era competente y popular, pero tenía tendencia a ser imprudente en lo que respecta a su seguridad personal. Después de Pea Ridge, Price escribió que Slack era uno de sus «mejores y más valientes oficiales». Según Rosser, los hombres de Slack estaban «con devoción a él» y que era un «modelo de porte militar». Prushankin escribe que los veteranos confederados generalmente veían a Slack como «una persona íntegra y valiente», y afirma que considera que su principal servicio a la Confederación fue su «capacidad para inspirar y motivar a sus hombres». Burchett describe a Slack como «de una habilidad mucho más que ordinaria, sereno y lúcido, y un modelo de porte militar».

## Lectura adicional
- Bay, William Van Ness (1878). Reminiscences of the Bench and Bar of Missouri. St. Louis: F. H. Thomas and Company. OCLC 60713560.